# Flemming Pedersen
Flemming Pedersen (ur. 2 września 1947 we Frederiksbergu) – duński piłkarz występujący na pozycji obrońcy.

## Kariera klubowa
Pedersen przez całą karierę występował w zespole KB. Dwukrotnie zdobył z nim mistrzostwo Danii (1968, 1974) i raz Puchar Danii (1969).

## Kariera reprezentacyjna
W reprezentacji Danii Pedersen zadebiutował 14 października 1970 w przegranym 0:1 meczu eliminacji Mistrzostw Europy 1972 z Portugalią. W 1972 roku został powołany do kadry na Letnie Igrzyska Olimpijskie, zakończone przez Danię na drugiej rundzie. W latach 1970–1972 w drużynie narodowej rozegrał 7 spotkań.